# Nostrzyk polski
Nostrzyk polski (Melilotus polonicus) – gatunek rośliny należący do rodziny bobowatych (Fabaceae Lindl.). Występuje na obszarze wokół Morza Kaspijskiego – na kaspijskich wybrzeżach Iranu i Azerbejdżanu, w Dagestanie, w rejonie delty Wołgi i dalej na wschód po rejon Jeziora Aralskiego. Ma ograniczone znaczenie jako roślina pastewna. Gatunek błędnie podawany był z terenu Polski i Karol Linneusz w przekonaniu, że ma do czynienia z rośliną z niej pochodzącą epitet gatunkowy określił jako „polonicus” (zaliczając zresztą gatunek do rodzaju koniczyna Trifolium). 

## Morfologia
PokrójRoślina o sztywnej, wzniesionej i żółtawej łodydze. Rozgałęzia się rzadko i rzadko też jest ulistniona. Osiąga 40–70 cm wysokości i w górnej części pokryta jest krótkimi włoskami.
LiścieNaprzemianległe, ogonkowe, trójlistkowe, z dwoma lancetowatymi i całobrzegimi przylistkami o długości 6–8 mm. Listki jajowate, przy czym szczytowy jest zaostrzony. Zwłaszcza liście w górnej części łodygi sztywne, skórzaste, od spodu z wyraźnymi żyłkami, pokryte przylegającymi włoskami. Blaszki listków ząbkowane lub całobrzegie.
KwiatyZebrane w kwiatostan groniasty o długości ok. 5 cm, wydłużający się podczas owocowania. Jasnożółte kwiaty osiągające 6 mm długości osadzone są na cienkich szypułkach odstających poziomo o długości 4–5 mm. Owłosiony kielich ma 3 mm długości. Wszystkie części korony kwiatu motylkowego (tj. łódeczka, boczne skrzydełka i żagielek) mają podobną długość. Zalążnia jest naga i dwukomorowa.
OwoceZwisające strąki osiągające 8 mm długości i 3 mm szerokości o powierzchni żółtawej lub brązowej i pomarszczonej. Zawierają pojedyncze, rzadko dwa jasnobrązowe nasiona o długości 3 mm.

## Biologia i ekologia
Roślina dwuletnia. Rośnie na terenach piaszczystych, na nizinach i wydmach nadmorskich oraz na przydrożach. Kwitnie w czerwcu, a owoce dojrzewają w sierpniu. Kwiaty zapylane są przez owady (są owadopylne), a nasiona są zwierzęcosiewne. Liczba chromosomów wynosi 2n = 16.